# Ванакен, Ханс
Ханс Ва́накен (нидерл. Hans Vanaken; род. 24 августа 1992[…], Нерпелт, Фламандский регион) — бельгийский футболист, атакующий полузащитник клуба «Брюгге» и сборной Бельгии.

## Клубная карьера
Ванакен — воспитанник нидерландского ПСВ и клуба «Ломмел Юнайтед». 17 октября 2010 года в матче против «Монса» он дебютировал во Втором дивизионе Бельгии, в составе последнего. 13 ноября в поединке против «Брюсселя» Ханс забил свой первый гол за «Ломмел Юнайтед». Следующие два сезона он забивал не менее 10 мячей и был одним из лучших игроков по чемпионата.
Летом 2013 года Ванакен перешёл в «Локерен». 28 июля в матче против «Андерлехта» он дебютировал в Жюпиле лиге. В этом же поединке Ханс сделал «дубль», забив свои первые голы за «Локерен». 27 ноября 2014 года в матче Лиги Европы против польской «Легии» он отметился забитым мячом. В том же году Ханс завоевал Кубок Бельгии.
Летом 2015 года Ванакен подписал контракт с «Брюгге». 1 августа в матче против «Мехелена» он дебютировал за новую команду. 29 ноября в поединке против «Мехелена» Ханс забил свой первый гол за «Брюгге». В своём дебютном сезоне он помог команде выиграть чемпионат. В 2018 году Ванакен вновь стал чемпионом Бельгии, а также был признан Футболистом года. 6 ноября 2018 года в матче Лиги чемпионов против французского «Монако» он сделал «дубль». В 2018 году Ванакен забил 21 гол и отдал 21 голевую передачу, помогая своей команде завоевать 15-й титул чемпиона и обладателя Суперкубка Бельгии. 16 января 2019 года Ванакен получил награду «Футболист года в Бельгии». Ванакен подписал новый контракт с «Брюгге» 9 августа 2019 года, рассчитанный до 2024 года.

## Международная карьера
7 сентября 2018 года в товарищеском матче против сборной Шотландии Ванакен дебютировал за сборную Бельгии, заменив во втором тайме Эдена Азара.
10 ноября 2022 года был включён в официальную заявку сборной Бельгии для участия в матчах чемпионата мира 2022 года в Катаре.

## Достижения

### Командные
«Локерен»
- Обладатель Кубка Бельгии: 2013/14

«Брюгге»
- Чемпион Бельгии (6): 2015/16, 2017/18, 2019/20, 2020/21, 2021/22, 2023/24
- Обладатель Кубка Бельгии: 2024/25
- Обладатель Суперкубка Бельгии (4): 2016, 2018, 2022, 2025

### Индивидуальные
- Игрок года по версии Королевской бельгийской футбольной ассоциации (3): 2018, 2019, 2024
- Профессиональный футболист года (2): 2017/18, 2018/19